# Roberta De Roberto
Roberta De Roberto (Napoli, 19 maggio 1983) è una doppiatrice e direttrice del doppiaggio italiana.

## Biografia
È la moglie di Davide Capone (anch'egli doppiatore). A partire dalla 9ª stagione di Will & Grace, diviene la doppiatrice di Megan Mullally, a seguito della scomparsa di Laura Latini.

## Doppiaggio

### Film
- Naomie Harris in Mandela - La lunga strada verso la libertà
- Lauren Storm in Cambio di gioco, Una notte con Beth Cooper
- Aimee Teegarden in Scream 4
- Meagan Good in Love Guru
- Paige Howard in Adventureland
- Jaime Winstone in We Want Sex
- Nina Garbiras in Il diario di una tata
- Sonje Fortag in La leggenda di Beowulf
- Kandiss Edmundson in Inside Man
- Sara Giraudeau in La bella e la bestia
- Lynn Xiong in Operazione S.M.A.R.T. - Senza Tregua
- Veslemøy Mørkrid in Come sempre a Natale
- Caraly Sánchez in Príncipes salvajes
- Daniella Pineda in The Accountant 2

### Film d'animazione
- Bella in Tappo - Cucciolo in un mare di guai
- Anemone in Barbie Mariposa e le sue amiche fate farfalle
- Sakura Kurumi in HeartCatch Pretty Cure! - Un lupo mannaro a Parigi
- Tina in Bigfoot Junior
- Skye in PAW Patrol - Il film, PAW Patrol - Il super film
- Sailor Phi in Pretty Guardian Sailor Moon Cosmos - Il film

### Cartoni animati
- Pet Pig in Looney Tunes
- Oca verde in La famiglia Passiflora
- Sig.ra Irwin in The Life and Times of Juniper Lee
- Jennifer Walters/She-Hulk in Hulk e gli agenti S.M.A.S.H., Ultimate Spider-Man, Marvel Super Hero Adventures
- Gwen in A tutto reality - All-Stars, A tutto reality: le origini
- Diego in Ronaldinho Gaucho's Team
- JD in Il ritorno di Jackie Chan
- Zair in Redakai: Alla conquista di Kairu
- Skye in PAW Patrol
- Nelly Rocket in I Dalton
- Roly in Hey Duggee
- Prof.ssa Squawkencluck in Danger Mouse
- Duusu in Miraculous -  Le storie di Ladybug e Chat Noir
- Signora Kapadia in Mira - Detective reale
- Fata Loon in Tiny Toons Looniversity

### Anime
- Tsubaki in Inuyasha
- Yuri in Death Note
- Miu in Nana
- Sho Ashikawa in Machine Robo Rescue
- Sakura Kurumi in HeartCatch Pretty Cure!
- Sorellina di Kyon in La malinconia di Haruhi Suzumiya
- Yuki Funahara in Psycho-Pass
- Mizela Celestella in Star Blazers 2199
- Ryōko Fueguchi in Tokyo Ghoul
- Cameriera in Steins;Gate
- Quin in Death Parade
- Ryōko Tamiya/Reiko Tamura in Kiseiju - L'ospite indesiderato
- Donna Krone in The Promised Neverland
- Kurapika in Hunter × Hunter (2011)
- Yui in Mawaru-Penguindrum
- Mayu Ōba in Blue Period
- Titania in The Ancient Magus Bride

### Serie televisive
- Tina Majorino in Grey's Anatomy, Legends, Scorpion
- Liza Lapira in Non fidarti della str**** dell'interno 23, Come sopravvivere alla vita dopo la laurea
- Sarah Steele in The Good Wife, The Good Fight
- Tamala Jones in Castle
- Lisseth Chavez in Chicago P.D., The Rookie
- Megan Mullally in Will & Grace (st. 9-11)
- Chyler Leigh in Grey's Anatomy (17x10)
- Kate Micucci e Eliza Dushku in The Big Bang Theory
- Arielle Kebbel in Ballers
- Punam Patel in Kevin From Work
- Nicole Fiscella in Gossip Girl
- Melissa Howard in Le sorelle fantasma
- Ashley Holliday in Huge - Amici extralarge
- Laura Margolis in Dirty Sexy Money
- Heather Locklear in Hannah Montana
- Rukiya Bernard in Supernatural
- Meagan Good in Code Black
- Samantha Méndez in Non può essere!
- Angel Parker in Runaways
- Jennifer Tilly in Chucky
- Dascha Polanco in The Walking Dead: Dead City

### Soap opera e telenovelas
- Blanca Parés ne Il segreto
- Thelma Fardin ne Il mondo di Patty
- María Eugenia Suárez in Teen Angels
- Georgina Mollo in Rebelde Way
- Nadia Di Cello in El refugio
- Martina Torres in Io sono Franky
- Yeliz Doğramacılar in Terra amara
- Marta Larralde in Sei Sorelle

### Videogiochi
- Santari Khri in Star Wars Jedi: Survivor (2023)[1]
- Marshall in PAW Patrol World (2023)[2]